# 新唐書糾謬
《新唐書糾謬》20卷，宋人吴缜所撰，在四川为官之日所作。宋哲宗绍圣元年（1094年），由侍读胡宗愈呈表朝廷，刊行于湖洲。

## 概要
「新唐書糾謬」將《新唐書》中的謬誤，分列為二十門：
- “以無為有”
- “似實而虛”
- “書事失實”
- “自相違舛”
- “年月時世差互”
- “官爵姓名謬誤 ”
- “世系鄉無法”
- “尊敬君親不嚴 ”
- “紀志表傳不相符合 ”
- “一事兩見而異同不完”
- “載述脫誤”
- “事狀重複”
- “宜削而反存”
- “義例不明”
- “先後失序”
- “編次未當”
- “與奪不常”
- “事有反闕”
- “事有可疑”
- “字書非是”

吴缜自叙道：“缜以愚昧，从公之隙，窃尝寻阅《新唐书》，间有未通，则必反覆参究；或舛驳脱谬，则笔而记之。岁时稍久，事目益众，深怪此书抵牾穿穴亦已太甚，揆之前史，皆未有如是者。”王明清《挥麈录》認為這是一本“报宿怨”之書：
|  | 嘉祐中，詔宋景文、歐陽文忠諸公重修《唐書》，時有蜀人吳縝者，初登第，因范景仁而請於文忠，願予官屬之末。上書文忠，言甚懇切。文忠以其年少輕佻，拒之。縝怏怏而去。逮夫《新書》之成，乃從其間指摘瑕疵，為《糾謬》一書。至元祐中，缜游宦蹉跎，老为郡守，与《五代史纂误》俱刊行之。绍兴中，福唐吴仲实元美为湖州教授，复刻于郡痒，且作后序，以谓针膏肓，起废疾，杜预实为左氏之忠臣，然不知缜著书之本意也。 |

马端临《文献通考》经籍考引用此记载，沿襲至清朝如故。陳振孫《直齋書錄解題》卷四則認為：
|  | 其父師孟，顯於熙豐。序言修書之時，其失有八，而糾摘其謬誤，為二十門。侍讀胡宗愈言於朝，紹聖元年上之。世傳縝父以不得予修書，故為此。 |

今人陈光崇、曾贻芬則認為二說属无稽之谈。吴缜是治平（1064年—1067年）年间进士，距嘉祐五年（1060年）新唐書完成之書已有4年之久，王明清的报宿怨说不能成立。吴缜父吴师孟“历中进士及第”，與王安石同年中舉，即庆历二年进士（1042年），歐陽脩于至和元年（1054年）初入史局，距吴师孟登第已长达十二年之久。故此說亦不能成立。